# SGK2
SGK2 (англ. SGK2, serine/threonine kinase 2) – білок, який кодується однойменним геном, розташованим у людей на короткому плечі 20-ї хромосоми. Довжина поліпептидного ланцюга білка становить 427 амінокислот, а молекулярна маса — 47 604.
| 10         |  | 20         |  | 30         |  | 40         |  | 50         |
| ---------- |  | ---------- |  | ---------- |  | ---------- |  | ---------- |
| MQGLLTSGRK |  | PSGGGRCTGR |  | GGWRGQWCLK |  | PWMGGADPPT |  | PTLSCLLLPV |
| PPELPDHCYR |  | MNSSPAGTPS |  | PQPSRANGNI |  | NLGPSANPNA |  | QPTDFDFLKV |
| IGKGNYGKVL |  | LAKRKSDGAF |  | YAVKVLQKKS |  | ILKKKEQSHI |  | MAERSVLLKN |
| VRHPFLVGLR |  | YSFQTPEKLY |  | FVLDYVNGGE |  | LFFHLQRERR |  | FLEPRARFYA |
| AEVASAIGYL |  | HSLNIIYRDL |  | KPENILLDCQ |  | GHVVLTDFGL |  | CKEGVEPEDT |
| TSTFCGTPEY |  | LAPEVLRKEP |  | YDRAVDWWCL |  | GAVLYEMLHG |  | LPPFYSQDVS |
| QMYENILHQP |  | LQIPGGRTVA |  | ACDLLQSLLH |  | KDQRQRLGSK |  | ADFLEIKNHV |
| FFSPINWDDL |  | YHKRLTPPFN |  | PNVTGPADLK |  | HFDPEFTQEA |  | VSKSIGCTPD |
| TVASSSGASS |  | AFLGFSYAPE |  | DDDILDC    |  |            |  |            |

A: Аланін

C: Цистеїн

D: Аспарагінова кислота

E: Глутамінова кислота

F: Фенілаланін

G: Гліцин

H: Гістидин

I: Ізолейцин

K: Лізин

L: Лейцин

M: Метіонін

N: Аспарагін

P: Пролін

Q: Глутамін

R: Аргінін

S: Серин

T: Треонін

V: Валін

W: Триптофан

Кодований геном білок за функціями належить до трансфераз, кіназ, серин/треонінових протеїнкіназ, фосфопротеїнів. 
Задіяний у такому біологічному процесі, як альтернативний сплайсинг. 
Білок має сайт для зв'язування з АТФ, нуклеотидами. 
Локалізований у цитоплазмі, ядрі.